# Miriam Acevedo
Miriam Acevedo (Güines, 1928 – Roma, 22 luglio 2013) è stata un'attrice cubana, vincitrice della prima edizione del Premio Ubu come migliore attrice non protagonista per la stagione teatrale 1977/1978.

## Biografia
Principalmente attrice teatrale nella sua carriera ebbe sporadiche apparizioni in pellicole cinematografiche e opere per la televisione.

## Filmografia

### Cinema
- L'uomo della Mancha (Man of La Mancha), regia di Arthur Hiller (1972)
- Le orme, regia di Luigi Bazzoni (1975)

### Televisione
- La città in controluce (Naked City), serie televisiva, 1 puntata (1958)
- Orlando furioso, regia di Luca Ronconi (1975)

## Teatro
- La torre di Hugo von Hofmannsthal, traduzione di Giorgio Manacorda, regia di Luca Ronconi, produzione del Laboratorio di Progettazione Teatrale di Prato, Prima: 17 giugno 1978[1]

## Premi e riconoscimenti
- 1978 - Premio Ubu[2]
  - Migliore attrice non protagonista per Calderon di Pier Paolo Pasolini